# James T. Kirk
James Tiberius „Jim” Kirk – fikcyjna postać istniejąca w serialu Star Trek: Seria oryginalna oraz w wielu filmach, serialach, książkach i komiksach związanych z serią. Trzeci kapitan okrętu Gwiezdnej Floty Zjednoczonej Federacji Planet Enterprise NCC-1701 oraz pierwszy Enterprise NCC-1701A.
Odtwórcą roli w Oryginalnej serii jak później w Animowanej serii i pierwszych 7 filmach był kanadyjski aktor William Shatner. W filmach Star Trek, W ciemność. Star Trek i Star Trek: W nieznane odtwórcą jest Chris Pine z czego w pierwszym z nich w rolę niepełnoletniego Kirka wcielił się Jimmy Bennett.

## Życiorys
Urodzony 22 marca 2233 w Riverside w stanie Iowa. Wychowali go rodzice: George i Winona Kirk. W czasie nauki w Gwiezdnej Akademii był jedynym studentem, który zaliczył test Kobayashi Maru.

## Odtwórcy

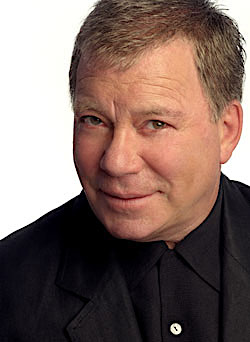
William Shatner (2005)
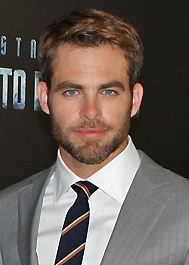
Chris Pine na premierze W ciemność. Star Trek (2013)

## Upamiętnienie

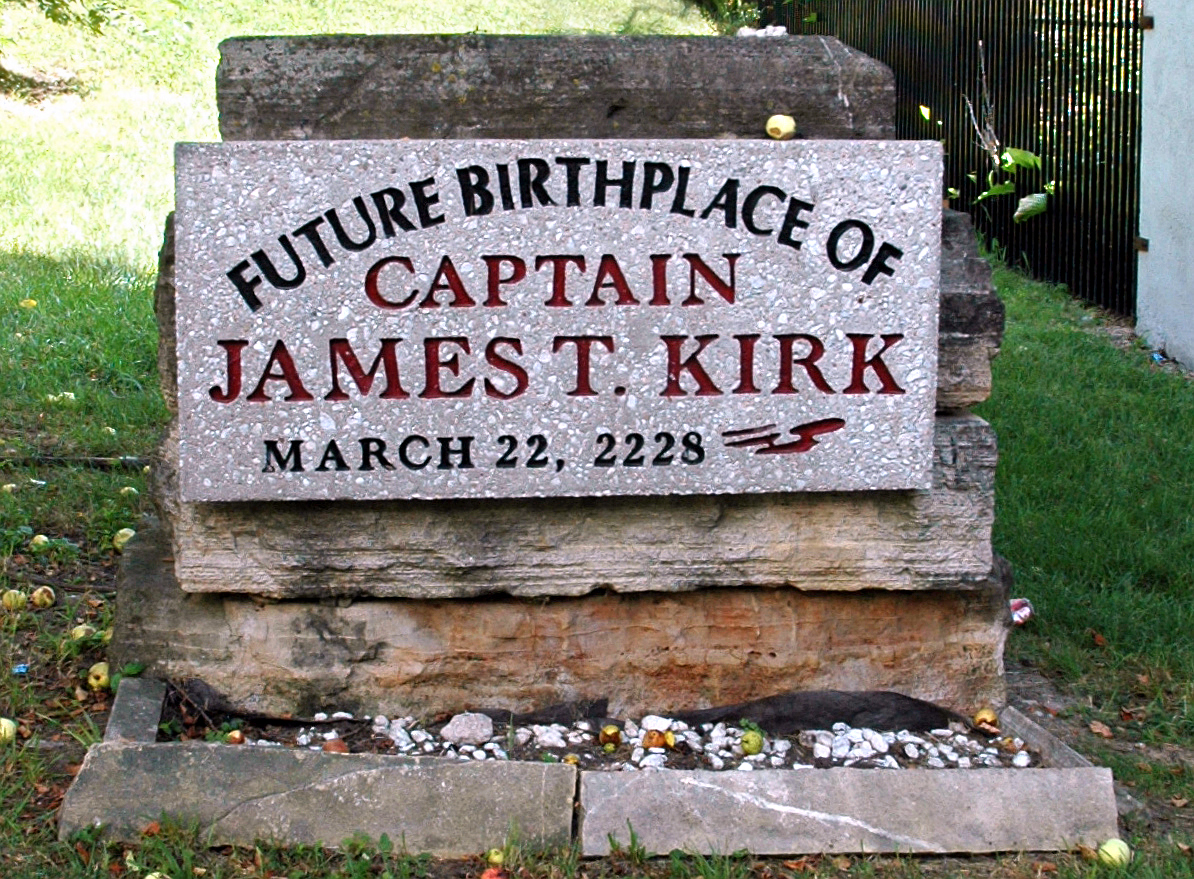
Tablica wskazująca przyszłe miejsce narodzin kapitana Kirka

W Riverside w stanie Iowa postawiono nietypową tablicę pamiątkową, gdyż informuje ona o spodziewanym przyszłym wydarzeniu – narodzeniu kapitana Kirka.